# Izbouchenski
Izbouchenski (russe : Избушенский) est une localité rurale (khutor) dans la colonie rurale d'Oust-Khopyorskoïe, district de Serafimovitchski, dans l'oblast de Volgograd, en Russie. La population est de 14 habitants en 2010.

## Géographie
Izbouchenski est situé à 42 km au sud-ouest de Serafimovich (le centre administratif du district) par la route. Rybny est la localité rurale la plus proche.